# Amos Goldberg
Amos Goldberg (Gerusalemme, 1966) è uno storico israeliano, professore presso il Dipartimento di Storia ebraica e dell'ebraismo contemporaneo presso l'Università Ebraica di Gerusalemme e membro del Van Leer Jerusalem Institute.
Goldberg ha pubblicato ampiamente sull'Olocausto ed è stato il direttore della rivista Dapim: Studies on the Holocaust (2004–2014).
Dopo l'invasione israeliana della Striscia di Gaza, Goldberg ha accusato Israele di aver compiuto un genocidio a Gaza.

## Pubblicazioni
- (EN) Amos Goldberg e Haim Hazan, Marking Evil: Holocaust Memory in the Global Age, Berghahn Books, 2015, ISBN 978-1-78238-620-9.
- (EN) Amos Goldberg, Trauma in First Person: Diary Writing During the Holocaust, Indiana University Press, 2017, ISBN 978-0-253-03021-4.[4][5][6]
- (EN) Bashir Bashir e Amos Goldberg, The Holocaust and the Nakba: A New Grammar of Trauma and History, Columbia University Press, 2018, ISBN 978-0-231-54448-1, LCCN 2018018867. Traduzione italiana:  Bashir Bashir e Amos Goldberg, Olocausto e Nakba: narrazioni tra storia e trauma; prefazione di Elias Khoury; postfazione di Jacqueline Rose, Zikkaron, 2023.